# Kamer Genç
Pour les articles homonymes, voir Kamer et Genç (homonymie).
Kamer Genç (prononcé [kamɛɾ gent͡ʃ ], né le 23 février 1940 à Nazımiye dans la province de Tunceli, mort le 22 janvier 2016 à Istanbul), est un homme politique turc. Il est député de la province de Tunceli durant 6 législatures de 1987 à sa mort.

## Biographie
Il est élu député indépendant de la circonscription de Tunceli mais rejoint le CHP à la suite de l'élection de Kemal Kılıçdaroğlu à la tête du parti.

### Décès
Kamer Genç est mort d'un cancer du pancréas le 22 janvier 2016 à Istanbul.